# Campionati mondiali di short track 2018
I Campionati mondiali di short track 2018 (ufficialmente ISU World Short Track Speed Skating Championships 2018) sono stati la 43ª edizione della competizione organizzata dalla International Skating Union. Le gare si sono svolte dal 16 al 19 marzo 2018 al Maurice Richard Arena di Montréal, in Canada.

## Medagliere
| Pos.   | Paese         | Oro | Argento | Bronzo | Totale |
| ------ | ------------- | --- | ------- | ------ | ------ |
| 1      | Corea del Sud | 8   | 4       | 2      | 14     |
| 2      | Canada        | 3   | 2       | 1      | 6      |
| 3      | Ungheria      | 1   | 1       | 0      | 2      |
| 4      | Cina          | 0   | 3       | 3      | 6      |
| 5      | Russia        | 0   | 1       | 3      | 4      |
| 6      | Polonia       | 0   | 1       | 0      | 1      |
| 7      | Paesi Bassi   | 0   | 0       | 2      | 2      |
| 8      | Giappone      | 0   | 0       | 1      | 1      |
| Totale | Totale        | 12  | 12      | 12     | 36     |

## Podi

### Donne
| Evento                         | Oro                                                                        | Tempo     | Argento                                                                         | Tempo    | Bronzo                                                                                 | Tempo    |
| Classifica generale (dettagli) | Choi Min-jeong                                                             | 110 pt.   | Shim Suk-hee                                                                    | 63 pt.   | Li Jinyu                                                                               | 39 pt.   |
| 500 m (dettagli)               | Choi Min-jeong                                                             | 42.845    | Natalia Maliszewska                                                             | 43.441   | Qu Chunyu                                                                              | 43.527   |
| 1000 m (dettagli)              | Shim Suk-hee                                                               | 1:29.316  | Sof'ja Prosvirnova                                                              | 1:29.352 | Li Jinyu                                                                               | 1:29.580 |
| 1500 m (dettagli)              | Choi Min-jeong                                                             | 2:23.351  | Shim Suk-hee                                                                    | 2:23.468 | Kim Boutin                                                                             | 2:23.592 |
| 3000 m (dettagli)              | Choi Min-jeong                                                             | 4:58.9391 | Li Jinyu                                                                        | 4:58.950 | Kim A-lang                                                                             | 4:58.986 |
| Staffetta 3000 m (dettagli)    | Corea del Sud Shim Suk-hee Choi Min-jeong Kim Ye-jin Kim A-lang Lee Yu-bin | 4:07.569  | Paesi Bassi Suzanne Schulting Rianne de Vries Yara van Kerkhof Lara van Ruijven | 4:09.054 | Canada Marianne St-Gelais Kim Boutin Valérie Maltais Jamie MacDonald Kasandra Bradette | 4:09.198 |

### Uomini
| Evento                         | Oro                                                                          | Tempo    | Argento                                                           | Tempo    | Bronzo                                                                    | Tempo    |
| Classifica generale (dettagli) | Charles Hamelin                                                              | 81 pt.   | Shaolin Sándor Liu                                                | 45 pt.   | Hwang Dae-heon                                                            | 44 pt.   |
| 500 m (dettagli)               | Hwang Dae-heon                                                               | 40.742   | Ren Ziwei                                                         | 40.805   | Semën Elistratov                                                          | 40.827   |
| 1000 m (dettagli)              | Charles Hamelin                                                              | 1:22.249 | Lim Hyo-jun                                                       | 1:22.283 | Sjinkie Knegt                                                             | 1:22.413 |
| 1500 m (dettagli)              | Charles Hamelin                                                              | 2:12.982 | Lim Hyo-jun                                                       | 2:13.157 | Semën Elistratov                                                          | 2:13.312 |
| 3000 m (dettagli)              | Shaolin Sándor Liu                                                           | 4:56.515 | Xu Hongzhi                                                        | 4:56.548 | Semën Elistratov                                                          | 5:04.633 |
| Staffetta 5000 m (dettagli)    | Corea del Sud Hwang Dae-heon Kim Do-kyoum Kwak Yoon-gy Lim Hyo-jun Seo Yi-ra | 6:44.267 | Canada Charle Cournoyer Pascal Dion Samuel Girard Charles Hamelin | 6:44.434 | Giappone Ryosuke Sakazume Kazuki Yoshinaga Keita Watanabe Hiroki Yokoyama | 6:44.587 |